# 357 Нініна
357 Нініна (357 Ninina) — астероїд головного поясу, відкритий 11 лютого 1893 року Огюстом Шарлуа у Ніцці.
Тіссеранів параметр щодо Юпітера — 3,150.